# Costa Crociere
Costa Crociere Sp A. ( Italian pronunciation:   ), djeluje kao Costa Cruises ( Italian    ), talijanska je kompanija osnovana 1854. i organizirana kao podružnica Carnival Corporation &amp; plc u potpunom vlasništvu od 2000. godine. Sa sjedištem u Genovi, Italija, tvrtka prvenstveno opslužuje talijansko tržište. 

## Povijest
Osnovana je 1854. godine od strane Giacomo Coste, tvrtka je izvorno upravljala teretnim brodovima, noseći maslinova ulja i tekstil. Godine 1924. tvrtka je proslijeđena sinovima osnivača (Federico, Eugenio i Enrico) i započeli su s trgovačkim aktivnostima, kupujući brod, Ravenna. 1947. Naziv tvrtke promijenjen je u Linea C.
Komercijalne aktivnosti nastavile su još godinu dana do 1948., uvođenjem putničkih usluga, počevši s redovnim linijama između Italije i Južne Amerike, na kojoj je vozio brod, Anna C. Ona je označila početak planiranih operacija između Italije i Južne Amerike, nakon što je bila prva brodska linija koja je prešla Južni Atlantski ocean nakon Drugog svjetskog rata.  
Godine 1959. tvrtka je postupno nudila sve luksuznije i kvalitetnije odmore umediteranskoj i karipskoj regiji. Linea C preuzela je vlasništvo nad svojim prvim naručenim brodom 1964. godine, a do 1980. godine preuzela je još 12 brodova, čime je tvrtka postala najveća svjetska flota putničkih brodova.  Linea C je 1986. godine promijenila ime u Costa Cruises i fokusirala se na krstarenja. 
U ožujku 1997. Carnival Corporation i Airtours PLC kupili su Costa Cruise za 300 milijuna dolara. Costa Cruises je u to vrijeme bio vodeća europska tvrtka za krstarenja s tržišnim udjelom od 19% Carnival i Airtours stekli su po 50% u kompaniji.  

### Kao podružnica tvrtke Carnival Corporation & plc
Carnival Corporation je 2000. godine u potpunosti kupio Costa Crociere nakon što je Carnival otkupio Airtours-ov 50-postotni udjel u Costa-u za 525 milijuna dolara. Carnival Corporation i P&amp;O Princess Cruises su se 2002. godine spojili u Carnival Corporation & plc, spajajući imovinu obje tvrtke u jednu korporaciju. Od 2018. godine Costa je ostvarivala otprilike 12 % prihoda Carnival Corporation & plc's
2004. godine Costa Crociere kupio je dionice u AIDA krstarenjima u Njemačkoj . Carnival Corporation i Orizonia Group su 2007. stvorili su Ibero krstarenja zajedničkim ulaganjima. Ibero je apsorbiran u Costa Cruises 2014. godine.
U 2012. godini, tvrtka je dobila međunarodnu pažnju kada se Costa Concordia 13. siječnja 2012.  nasukala te djelomično potopila. U katastrofi je poginulo 32 ljudi.  Šest tjedana kasnije, tvrtka je ponovno bila top tema te je popunjavala naslove kada je zbog požara Costa Allegra 13 sati ostala bez struje u vodama blizu Somalijekojom su vrebali gusari prije nego što je brod odveden pod vuču.
U veljači 2018. godine Costa je najavila partnerstvo s nogometnim klubom Juventus .
U prosincu 2019.  Costa je predstavila Costa Smeralda i time postala 2 kompanije koja upravlja brodom koji je u potpunosti pogonjen ukapljenim prirodnim plinom (LNG), nakon što je AIDA predstavila AIDAnova ranije. Costa Smeraldi trebao bi se 2021. pridružiti njezin sestra LNG brod, Costa Toscana. Dana 30. siječnja 2020. Costa Smeralda bila je u karanteni s oko 6.000 putnika u talijanskoj luci Civitavecchia nakon dva sumnjiva slučaja Covid-19 .

### Položaj na tržištu
Od 2015. godine, Talijani su bili većina s 30%rezerviranja za većinu kružnih putovanja, a slijede ih Francuzi, Nijemci i Španjolci. Sjevernoamerikanci su činili samo oko 5 do 15% putnika na većini brodova.  Engleski je također proglašen "univerzalnim" jezikom na svakom brodu Costa, a svi članovi posade moraju biti sposobni sporazumiti se na njemu 

Tijekom intervjua s Travel Pulseom 2015., Scott Knutson, potpredsjednik prodaje i marketinga za Costa Cruises Sjeverna Amerika podijelio je svoje razmišljanje o položaju Coste u kruzer industriji  
 Najvažnije je imati na umu da smo međunarodni proizvod. Jedinstveno smo pozicionirani kao jedini međunarodni brend koji svoje usluge nije prilagodio američkom tržištu. Ta autentičnost omogućava nam odlazak na određeni segment tržišta. To su oni odmori koji vole međunarodno iskustvo - hranu, vino, uslugu. 

## Flota
| Brod               | Godina | Brodogradilište | U službi za Costu | Bruto tonaža | Zastava                                                   | Bilješke | Slika |
| ------------------ | ------ | --------------- | ----------------- | ------------ | --------------------------------------------------------- | --- | ----- |
| Costa neoRomantica | 1993   | Fincantieri     | 1993              | 56.769       | poveznica=\|obrub → poveznica=\|obrub → poveznica=\|obrub | Izvorno Costa Romantica Dobio je novčanu naknadu za 90 milijuna eura 2012. godine i preimenovan u Costa neoRomantica |       |

| Brod           | Godina | Brodogradilište | U službi za Costu | Bruto tonaža | Zastava                                                   | Bilješke                                        | Slika |
| -------------- | ------ | --------------- | ----------------- | ------------ | --------------------------------------------------------- | ----------------------------------------------- | ----- |
| Costa Victoria | 1996   | Bremer Vulkan   | 1996              | 75.166       | poveznica=\|obrub → poveznica=\|obrub → poveznica=\|obrub | Slično je s norveškim nebom i norveškim suncem. |       |

| Brod               | Godine | Brodogradilište                                            | U službi za Costu | Bruto tonaža | Zastava           | Bilješke                                                                 | Slika |
| ------------------ | ------ | ---------------------------------------------------------- | ----------------- | ------------ | ----------------- | ------------------------------------------------------------------------ | ----- |
| Costa Mediterranea | 2003   | Kværner Masa-Yards </br> Novo brodogradilište u Helsinkiju | 2003              | 85.619       | poveznica=\|obrub | Planirano bi da bude prebačeno na novu kinesku krstarnju u svibnju 2021. |       |

| Brod          | Godina | Brodgradilište | U službi za Costu | Bruto tonaža | Zastava                                                   | Bilješke                                          | Slika |
| ------------- | ------ | -------------- | ----------------- | ------------ | --------------------------------------------------------- | ------------------------------------------------- | ----- |
| Costa Fortuna | 2003   | Fincantieri    | 2003              | 102587       | poveznica=\|obrub                                         | Identična kao Carnival Triumph I Carnival Victory |       |
| Costa Magica  | 2004   | Fincantieri    | 2004              | 102587       | poveznica=\|obrub → poveznica=\|obrub → poveznica=\|obrub | dentična kao Carnival Triumph I Carnival Victory  |       |

| Brod            | Godina | Brodogradilište | U službi za Costu | Bruto tonaža | Zastava           | Bilješke                     | Slika |
| --------------- | ------ | --------------- | ----------------- | ------------ | ----------------- | ---------------------------- | ----- |
| Costa Serena    | 2007   | Fincantieri     | 2007              | 114500       | poveznica=\|obrub | Concordia- klasa             |       |
| Costa Pacifica  | 2009   | Fincantieri     | 2009              | 114500       | poveznica=\|obrub | Concordia- klasa             |       |
| Costa Favolosa  | 2011   | Fincantieri     | 2011              | 114500       | poveznica=\|obrub | Modificirani Concordia klasa |       |
| Costa Fascinosa | 2012   | Fincantieri     | 2012              | 114500       | poveznica=\|obrub | Modificirani Concordia klasa |       |

#### Klasa luminoze (hibridni duh / klasa Vista)
| Brod            | Godina | Brodogradilište | U službi za Costu | Bruto tonaža | Zastava           | Bilješke                                          | Slika |
| --------------- | ------ | --------------- | ----------------- | ------------ | ----------------- | ------------------------------------------------- | ----- |
| Costa Luminosa  | 2009   | Fincantieri     | 2009              | 92.700       | poveznica=\|obrub | Hibridni dizajn brodova klase Atlantica - i Vista |       |
| Costa Deliziosa | 2010   | Fincantieri     | 2010              | 92.700       | poveznica=\|obrub | Hibridni dizajn brodova klase Atlantica i Vista   |       |

| Brod          | Godina | Brodogradilište | U službi za Costu | Bruto tonaža | Zastava           | Bilješke                         | Slika |
| ------------- | ------ | --------------- | ----------------- | ------------ | ----------------- | -------------------------------- | ----- |
| Costa Diadema | 2014   | Fincantieri     | 2014              | 133019       | poveznica=\|obrub | Modificirani brod klase iz snova |       |

| Brod          | Godina | Brodogradilište | U službi za Costu | Bruto tonaža | Zastava           | Bilješke                                                                | Slika |
| ------------- | ------ | --------------- | ----------------- | ------------ | ----------------- | ----------------------------------------------------------------------- | ----- |
| Costa Venezia | 2019   | Fincantieri     | 2019              | 135225       | poveznica=\|obrub | Modificirani brod klase Vista </br> Ekskluzivno služi kineskom tržištu. |       |

| Brod           | Godina | Brodogradilište | U službi za Costu | Bruto tonaža | Zastava           | Bilješke                                                | Slika |
| -------------- | ------ | --------------- | ----------------- | ------------ | ----------------- | ------------------------------------------------------- | ----- |
| Costa Smeralda | 2019   | Meyer Turku     | 2019              | 185.010      | poveznica=\|obrub | Najveći brod izgrađen za krstarenja Costa. Pokreće LNG. |       |

### Buduća flota
| Brod          | U službi za Costu      | Brodogradilište | Bruto tonaža | Zastava           | Bilješke                                                                         | Slika |
| ------------- | ---------------------- | --------------- | ------------ | ----------------- | -------------------------------------------------------------------------------- | ----- |
| Costa Firenze | Listopada 2020. godine | Fincantieri     | 135225       | poveznica=\|obrub | Služiće isključivo kineskom tržištu. </br> Sestra za brod u Costa Veneziju.      |       |
| Costa Toscana | Lipnja 2021.           | Meyer Turku     | 185010       | poveznica=\|obrub | Kobilica položena 11. veljače 2020. </br> Sestra na Costa Smeralda. Pokreće LNG. |       |